# Shendurjana
Shendurjana es una ciudad y  municipio situada en el distrito de Amravati en el estado de Maharashtra (India). Su población es de 21748 habitantes (2011). 

## Demografía
Según el censo de 2011 la población de Shendurjana era de 21748 habitantes, de los cuales 11227  eran hombres y 10521 eran mujeres. Shendurjana tiene una tasa media de alfabetización del 89,29%, superior a la media estatal del 82,34%: la alfabetización masculina es del 92,77%, y la alfabetización femenina del 85,60%.